# Andreas Stoehr
Andreas Stoehr (* 23. August 1962 in Wien) ist ein österreichischer Dirigent, Pianist und Intendant. Seit 2013 leitet er die Klasse für Dirigieren an der Musik und Kunst Privatuniversität der Stadt Wien (MUK) und ist Künstlerischer Leiter des MUK.sinfonieorchesters.

## Leben
Andreas Stoehrs familiäre Wurzeln liegen in Böhmen und Kärnten, er ist der älteste Sohn des Montanisten und Geologen Gerhard Stöhr und dessen Ehefrau Brigitte. Sein Großvater mütterlicherseits war der österreichische Eisschnellläufer und Leichtathlet Karl Leban. Die Kindheit und die Schulzeit verbrachte der Dirigent in Oberösterreich, Niederösterreich und Wien.
Heute gilt er als stilistisch vielseitiger Dirigent – sein Repertoire reicht von Monteverdi bis zur Zeitgenössischen Musik.

## Ausbildung und Werdegang

### Ausbildung
Nach der Matura absolvierte Andreas Stoehr ein Musikstudium am damaligen Konservatorium der Stadt Wien (heute Musik und Kunst Privatuniversität der Stadt Wien) in den Fächern Klavier, Dirigieren und Korrepetition. Zu seinen Lehrern zählten u. a. Reinhard Schwarz sowie David Lutz. In den Jahren 1981 – 1982 besuchte er Dirigierkurse bei Gennadi Roschdestwenski.
Ein anschließendes Studium der Musikwissenschaft an der Universität Wien setzte er nach dem ersten Studienabschnitt nicht fort.

### Stationen
Nach dem Debüt an der Wiener Kammeroper mit Paisiellos Il barbiere di Siviglia folgten dort weitere Dirigate (etwa Mozarts Entführung aus dem Serail und Le nozze di Figaro) sowie 1985 – 1989 ein Engagement am Opernhaus Graz. Zunächst Assistent des Chordirektors und Korrepetitors, übernahm Andreas Stoehr 1988 von Fabio Luisi die Position des Studienleiters. Als Dirigent betreute Andreas Stoehr eine Vielzahl von Opern- und Ballettabenden, u. a. die Wiederaufnahme einer international vielbeachteten Produktion von Mozarts Don Giovanni in der Regie von Axel Corti.
Weitere Stationen waren die Staatsoper Prag (1991 – 1995), gefolgt von Einladungen zu Symphonieorchestern wie dem Niederösterreichischen Tonkünstlerorchester und dem Noord Nederlands Orkest, mit denen der Dirigent ein breites symphonisches Repertoire erarbeitete. Nach seinem Debüt mit den Wiener Symphonikern im Jahre 1996 wurde Andreas Stoehr als Directeur musical an die Opéra Comique in Paris berufen – eine Position, die er bis zum Jahre 2000 innehatte. Der Aufbau und die künstlerische Leitung eines jungen Sängerensembles, des neu gegründeten Jeune Théâtre Lyrique de France, standen hier im Zentrum seiner Tätigkeit, die wiederum die Opern Mozarts, aber auch das französische Repertoire umfasste.
Von 2002 bis 2005 war Andreas Stoehr Erster Dirigent am Theater St. Gallen und 2001 – 2008 Dirigent an der Deutschen Oper am Rhein in Düsseldorf.
Gastdirigate führten ihn u. a. nach Luzern, Palermo, an die Wiener Volksoper, an das Staatstheater am Gärtnerplatz München sowie zur Nationalen Reisopera Holland. In Zusammenarbeit mit George Tabori entstand 1997 eine Produktion mit Bartóks Herzog Blaubarts Burg und Schönbergs Erwartung für die Nationale Reisopera in Enschede.
Mit dem Jahr 2003 begann Stoehr eine intensive und in der Folge zunehmende Auseinandersetzung mit der Musik des Barock. Mit einem vielbeachteten Monteverdi-Zyklus in Düsseldorf unter der Regie von Christof Loy sowie Premieren mit Opern von Händel, Scarlatti, Gluck und Mozart konnte Stoehr sich international profilieren. Zusammen mit Christof Nel erarbeitete er Mozarts La clemenza di Tito und eine Neuinszenierung von Debussys Pélleas et Mélisande.
Seit 2008 absolvierte Stoehr verschiedene Gastspiele u. a. an den Königlichen Opernhäusern von Kopenhagen (Mozart), Stockholm (Händel, Alban Berg), am Grand Théâtre de Genève (Cavalli: La Calisto, Regie: Christoph Himmelmann) und zuletzt an der Oper Leipzig (Così fan tutte, Regie: Peter Konwitschny).
Als Konzertdirigent musizierte er u. a. mit den Wiener und Münchner Symphonikern, dem Tonkünstler-Orchester Niederösterreich, den Rotterdamer und Duisburger Philharmonikern, dem Orchestre Philharmonique de Liège, dem Orchestre National d’Ile de France, dem Brabants Orkest, dem Rundfunkorchester des WDR, der Kammerakademie Potsdam, dem Orchestre de Chambre de Genève sowie dem Aarhus Symphony Orchestra.
Zudem war er Gast bei den Festivals Klangbogen Wien, dem Festival de Musique Montreux-Vevey, den Händel-Festspielen Halle und der Styriarte.

## Tätigkeiten

### Forschungs- und Projektarbeit
Ein wesentlicher Schwerpunkt der Arbeit des Dirigenten liegt in Projektinitiationen, die auf eine Wiederaufführung verloren geglaubter bzw. vergessener Partituren abzielen, wie etwa Franz Schuberts letzter Oper Der Graf von Gleichen (in der rekonstruierten Fassung von Richard Dünser, Styriarte 1997), Christoph Willibald Glucks Ezio (2007) sowie Giacomo Meyerbeers Emma di Resburgo (2010) als erste Aufführung einer Meyerbeer-Oper auf historischen Instrumenten im Wiener Konzerthaus.

### Tätigkeit als Intendant
Von 2012 bis 2019 leitete Stoehr als Intendant und Dirigent die Schlossfestspiele in Langenlois mit den Schwerpunkten Operette und den Möglichkeiten von deren zeitgemäßer Erneuerung.

### Lehrtätigkeit
Seit 2013 bekleidet Stoehr eine Professur für Dirigieren an der Musik und Kunst Privatuniversität der Stadt Wien (MUK).
Ein Höhepunkt der Arbeit mit dem Künstlernachwuchs war 2018 die Aufführung von Leonard Bernsteins Mass im Goldenen Saal des Wiener Musikvereins zur 100. Wiederkehr des Geburtstages des Komponisten.
Er hielt Vorträge an den US-amerikanischen Universitäten Madison und Yale sowie in Portugal.

## Diskographie (Auswahl)
- Christoph Willibald Gluck: Ezio, mit Max Emanuel Cencic, Mariselle Martinez, Matthias Rexroth, Netta Or, Mirko Roschkowski, Andreas Post, Neue Düsseldorfer Hofmusik. Coviello Classics, 2007
- Giacomo Meyerbeer: Emma di Resburgo, mit Simone Kermes, Vivica Genaux, Lena Belkina u. a. Wiener Singakademie, modern times_1800 (auf historischen Instrumenten). ORF-Ö1/Newplay Classical Recordings (Live), 2015
- Andrea Tarrodi: Highlands, Västerås Sinfonietta, dBproductions, 2015
- Amanda Maier: Violin Concerto, Gregory Maytan, Helsingborg Symphony Orchestra. dBproductions, 2012
- Andreas Stoehr: Emil Sinclairs Songbook, mit Cornelia Horak, Ulrich Rheintaller, Franz Gürtelschmied u. a. Newplay Entertainment, 2020